# ملکه یی‌این
ملکه یویین (کره‌ای: 의인왕후 박씨؛ ۵ مه ۱۵۵۵ – ۵ اوت ۱۶۰۰) نام پسامرگی بود که به همسر و اولین ملکه هم‌نشین یی یون، پادشاه سون‌جو، چهاردهمین پادشاه چوسان اعطا شد. او از سال ۱۵۶۹ تا زمان مرگش در سال ۱۶۰۰، ملکه چوسان بود.